# تانداگا
تانداگا شهری در شهرستان کومبیسیری در استان بازگا در بورکینافاسوی مرکزی است و جمعیت آن ۹۸۳ نفر است.